# Rudolf Dub
Rudolf Dub (1. května 1873 Vídeň – 29. srpna 1939 Nice) byl český strojní konstruktér a univerzitní profesor německé národnosti.

## Život
Narodil se ve Vídni jako páté ze sedmi dětí v židovské rodině prokuristy Rothschildovy banky Moritze Duba (1831 Česká Lípa – 1896 Vídeň) a jeho ženy Emmy (1845 Praha – 1907 Vídeň), rozené Schwabové. V prosinci roku 1896 absolvoval dvěma státními zkouškami studium strojírenství na Technische Hochschule ve Vídni a nastoupil na tříletou praxi do akciové společnosti Duisburger Maschinenbau v Duisburgu, specializované na důlní strojírenskou techniku. Dále v letech 1900–1903 pracoval ve Vítkovických železárnách pod vedením ředitele Moritze Spitzera. Poté nastoupil jako hlavní inženýr do vídeňské strojírenské firmy Kran- und Hebezeugbau J. Petravić & Co a byl vyslán do Brna. V letech 1907–1909 pracoval na praxi ve strojírenském závodě u rodiny Chalfinových v Jekatěrinoslavli na Ukrajině. Tehdy projektoval pohyblivý (rozkládací) most v lotyšské Rize, ve firmě vedené hlavním architektem Michailem Ejzenštejnem. Roku 1909 byl jmenován profesorem strojírenství na Německé vysoké škole technické v Brně, kde přednášel strojírenskou nauku a strojní konstrukce až do nuceného penzionování v roce 1939, kdy zemřel na cestě do exilu.
Oženil se s Ernou Margaretou (1893–1938), dcerou strojního inženýra Moritze Spitzera z Vítkovic, měli dceru Helenu (1924–2022). Byl pohřben v Nice.

## Dílo
Vynikl jako konstruktér mostů, důlní techniky, jeřábů a výtahů. Jeho učebnice Der Kranbau byla poprvé vydána ve Wittenbergu roku 1921, podruhé roku 1922 druhý díl Dodatků vyšel roku 1929, dále byla vydána v angličtině i v japonštině, posledního německého vydání se dočkala v roce 2003. Roku 1924 za brněnský odbor Spolku československých inženýrů spoluzaložil přípravný výbor pro zřízení technického muzea na Moravě, vypracoval koncepci sbírek, ale otevření muzea v Brně se již nedožil.
Ve Vídni projektoval soustavu výtahů pro budovu Technického muzea, v polovině 30. let projektoval v Brně pro obchodní dům firmy Baťa (dnešní OD Centrum) v Kobližné ulici 53 jeden z prvních eskalátorů v Československu.

## Sběratel umění
Profesor Dub byl sběratelem starého výtvarného umění, zejména grafiky a kreseb. Listy z jeho sbírky jsou značeny na zadní straně ručně psanými iniciálami R.D. Větší část sbírky před svým penzionováním rozprodal ve Vídni.